# Ming-Dynastie

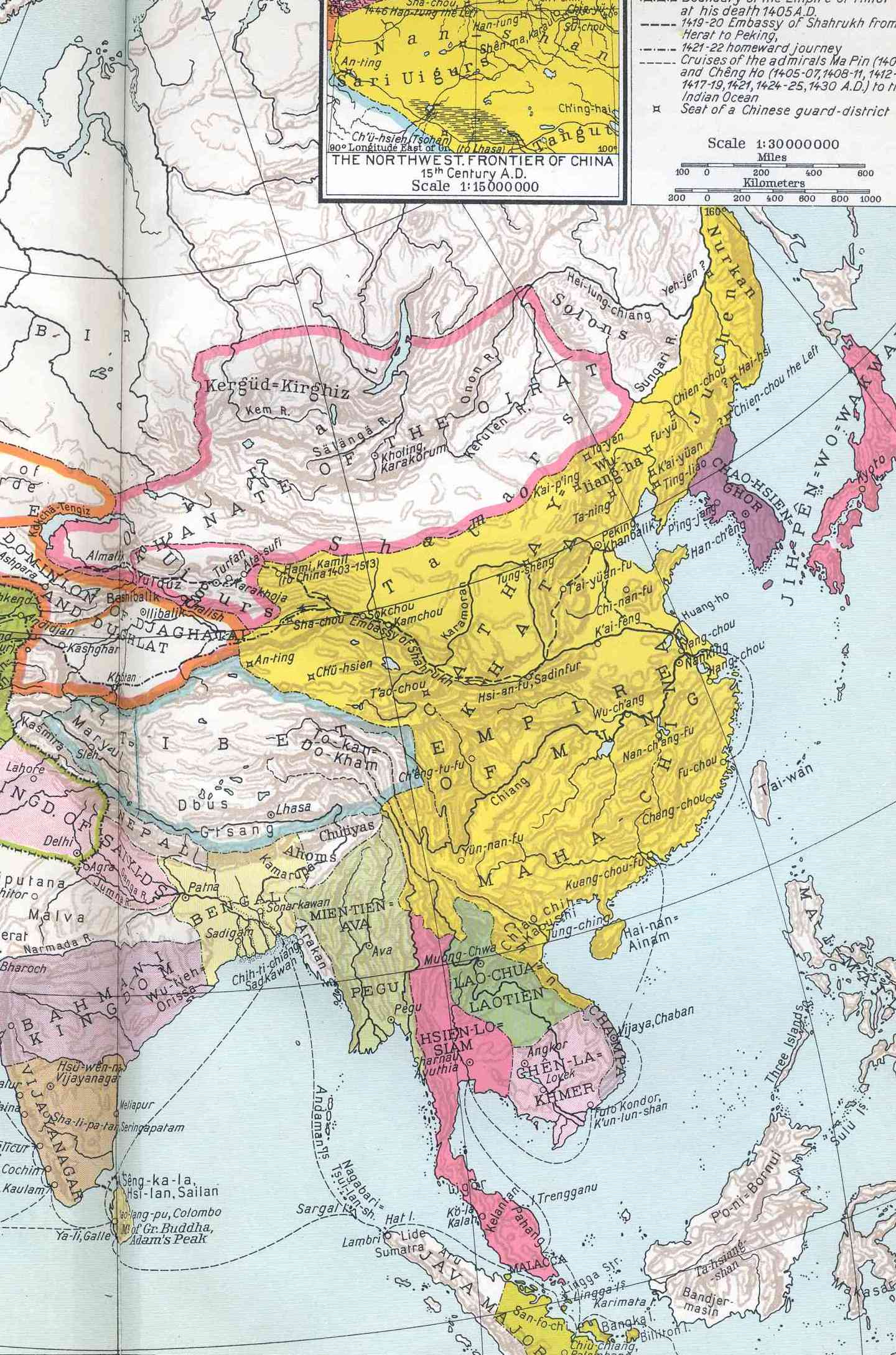
Das Ming-Reich unter Kaiser Yongle (1402–1424)

Die Ming-Dynastie (chinesisch 明朝, Pinyin Míngcháo) herrschte von 1368 bis 1644 im Kaiserreich China, löste dabei die mongolische Herrschaft der Yuan-Dynastie in China ab und endete im 17. Jahrhundert mit der Qing-Dynastie.

## Der Staat unter Hongwu

### Etablierung der neuen Dynastie

Der erste Ming-Kaiser Hongwu (1368–1398)

Gegründet wurde die Dynastie von dem Rebellenführer Zhu Yuanzhang, der in den Aufständen gegen die Mongolenherrschaft eine Splittergruppe der Roten Turbane anführte. 1363 entschied er die Seeschlacht auf dem Poyang-See gegen seinen wichtigsten Rivalen, den „Han“-Prinzen Chen Youliang, für sich und beseitigte in den Folgejahren auch seine restlichen Gegenspieler. Parallel dazu begann er mit der Organisation einer ordnungsgemäßen Verwaltung und gab dabei schon 1363 38 Millionen Münzen heraus. Im Jahr 1368 verjagte seine Armee unter General Xu Da den Khan Toghan Timur, den letzten Kaiser der Yuan-Dynastie, aus Peking und beendete die Mongolenherrschaft. Toghan Timur floh zunächst nach Shangdu und von dort weiter in den Norden der Provinz Jehol, wo er 1370 starb. Unter der Bezeichnung „Nördliche Yuan“ bestand das Mongolenreich nördlich der chinesischen Mauer bis zum Jahr 1634 weiter fort, konnte aber nie wieder die alte Bedeutung erlangen.

### Konsolidierung
Als erster Kaiser der Ming-Dynastie wählte sich Zhu Yuanzhang die Regierungsdevise „Hongwu“. In seiner Regierungszeit stand der wirtschaftliche Wiederaufbau im Mittelpunkt der Bemühungen. Es kam zu unzähligen Bebauungs- und Bewässerungsprojekten, durch die von einer halben bis zu fünf Millionen Hektar Land pro Jahr erschlossen wurden. Die Einnahmen aus der Getreidesteuer verdreifachten sich in sechs Jahren. Man schätzt, dass in 20 Jahren bis zu einer Milliarde Nutzbäume gepflanzt wurden (Obstbäume, Bäume für die Flotte, Maulbeerbäume für die Seidenherstellung).
In der Ming-Zeit kam es auch zu gewaltigen bürokratischen Anstrengungen. Die liefen – verglichen mit der liberalen Song-Zeit – auf eine absolutistische Regierung hinaus. Schon 1380 kam es zu einem Prozess des Kaisers gegen einen ehemaligen Vertrauten, in den 15.000 Personen verwickelt wurden. Das führte dazu, dass sich alle Macht auf den Kaiser konzentrierte, dem nun alle Ministerien direkt (das heißt ohne kaiserliches Sekretariat) unterstellt wurden. Das Amt eines Großkanzlers beziehungsweise Premierministers wurde für die Zukunft verboten. In den Jahren 1385 und 1390 wiederholte der Kaiser diese Prozesse. Widersprüchlichen Meinungen nach war Hongwu zum Ende seiner Amtszeit kaum noch zugänglich, er regierte unter Zuhilfenahme geheimer Beamter und der Geheimpolizei (1382: die „Garden mit den Brokatkleidern“). Außerdem ließ er zahlreiche Beamte und Militärs aus bloßem Misstrauen heraus hinrichten.
Dennoch legte der erste Ming-Kaiser das Fundament für einen stabilen Staatsapparat, der immerhin zweieinhalb Jahrhunderte mit Bevölkerungswachstum und starken ökonomischen Veränderungen überstand und noch bis 1911 mit nur marginalen Änderungen als Vorbild diente.

## Verwaltungsprobleme

Die Provinzen und Verwaltungsregionen des Ming-Reiches. In dunkler Färbung die Kernprovinzen des „Eigentlichen China“, in hellerer Färbung indirekt beherrschte Gebiete.

Hongwus Vorstellungen prägten den Staatsaufbau. Die Bevölkerung wurde in Bauern-, Soldaten- und Handwerkerfamilien unterteilt, ihnen wurde je ein eigenes Ministerium (mit jeweils eigener Steuererhebung) und Hauptsiedlungsgebiete zugeordnet, Berufswechsel wurden unterdrückt. Zudem machte man je zehn Familien (lijia) gegenüber der Verwaltung für Steuern, öffentliche Dienstleistungen und Ordnung kollektiv verantwortlich. Da die Zahl der Beamten für die Kontrolle nicht ausreichte, kam es bald zu Orts- und Berufswechseln, verbunden mit Abweichungen in den Steuereinnahmen und – noch schlimmer – zur Verdrängung der ärmeren Mitglieder einer lijia auf dem Land.
In der Armee zeigten sich schon Mitte des 15. Jahrhunderts (Debakel von Tumu 1449) die Nachteile von Hongwus Bevölkerungseinteilung sehr deutlich. Der erste Ming-Kaiser schuf durch Vererbung des Berufsstandes eine Klasse von Soldaten und dachte, durch die Fortpflanzung gäbe es einen ständigen, selbstversorgenden Vorrat an (quasi genetisch) geeigneten Soldaten. Da er für die Soldaten Ackerland bereitstellen ließ, war auch kein Militärbudget vorgesehen. Das Grundproblem dabei war, dass das Soldatentum eine Arbeitsvermittlung darstellte, für die man mit der Geburt vorgesehen war, ohne dass Liebe zum Beruf, zum Land oder zur Dynastie damit verbunden waren. Das System versagte, als die Kaiser kein Interesse zeigten: Die Soldaten wurden zu Dienern der Offiziere, die sich das Ackerland der Armee aneigneten und die Soldaten für sich arbeiten ließen. Die Offiziere verkauften zusätzlich Freistellungen vom Militärdienst. Wohlhabende Soldaten ließen einfach ärmere Ersatzleute einspringen, oder die Soldaten desertierten ganz einfach.
Das gesellschaftliche Gefüge geriet bald außer Kontrolle, so dass man diese Regelungen in der zweiten Hälfte des 15. Jahrhunderts ändern beziehungsweise flexibler gestalten musste, nachdem bereits mehrfach soziale Unruhen ausgebrochen waren und sich immer mehr Menschen der Steuer- und Wehrpflicht entzogen. Danach griff man zum Beispiel in der Armee verstärkt auf Söldner (minzhuang) zurück und ergriff Maßnahmen zu ihrer Finanzierung, so dass sich die Armee dann zum Teil aus Wehrpflichtigen und zum Teil aus Söldnern zusammensetzte. Die Zahl der staatlich unterstellten Handwerker (zhuzuo) ging in ähnlicher Weise zurück, man griff stattdessen zunehmend auf halbfreie Handwerker (lunban) zurück und erlaubte es 1485 und 1562, dass diese ihre Verpflichtungen mit Silberzahlungen ablösten.
Zu den bereits beschriebenen Verwaltungsproblemen gesellte sich im 15. Jahrhundert die Herrschaft der Palasteunuchen und der Haremsdamen, welche großen Einfluss auf den seit 1426 allmächtigen Privatrat (Neige) und bald auch über die Geheimpolizei bekamen. Anders als bei den Staatsbeamten gab es bei Eunuchen keine geregelte Karriereleiter mit Prüfungen, sondern sie waren völlig abhängig von den persönlichen Launen des Kaisers und wurden von diesem als ein Werkzeug des Absolutismus gegen die geregelten Staatsbeamten ausgespielt. Nicht wenige Kaiser zogen sich sogar weitestgehend aus der Politik zurück, und im daraus resultierenden Spannungsfeld zwischen den Eunuchen (meist armer Herkunft aus Nordchina) und den hohen Beamten (Südchinas Wohlstands- und Bildungselite) kam es ununterbrochen zu Intrigen und Willkür, was den Staat innerlich zersetzte, besonders im Zeitraum 1615–1627 beziehungsweise unter den Kaisern Wanli und Tianqi.

## Wirtschaft und Handel

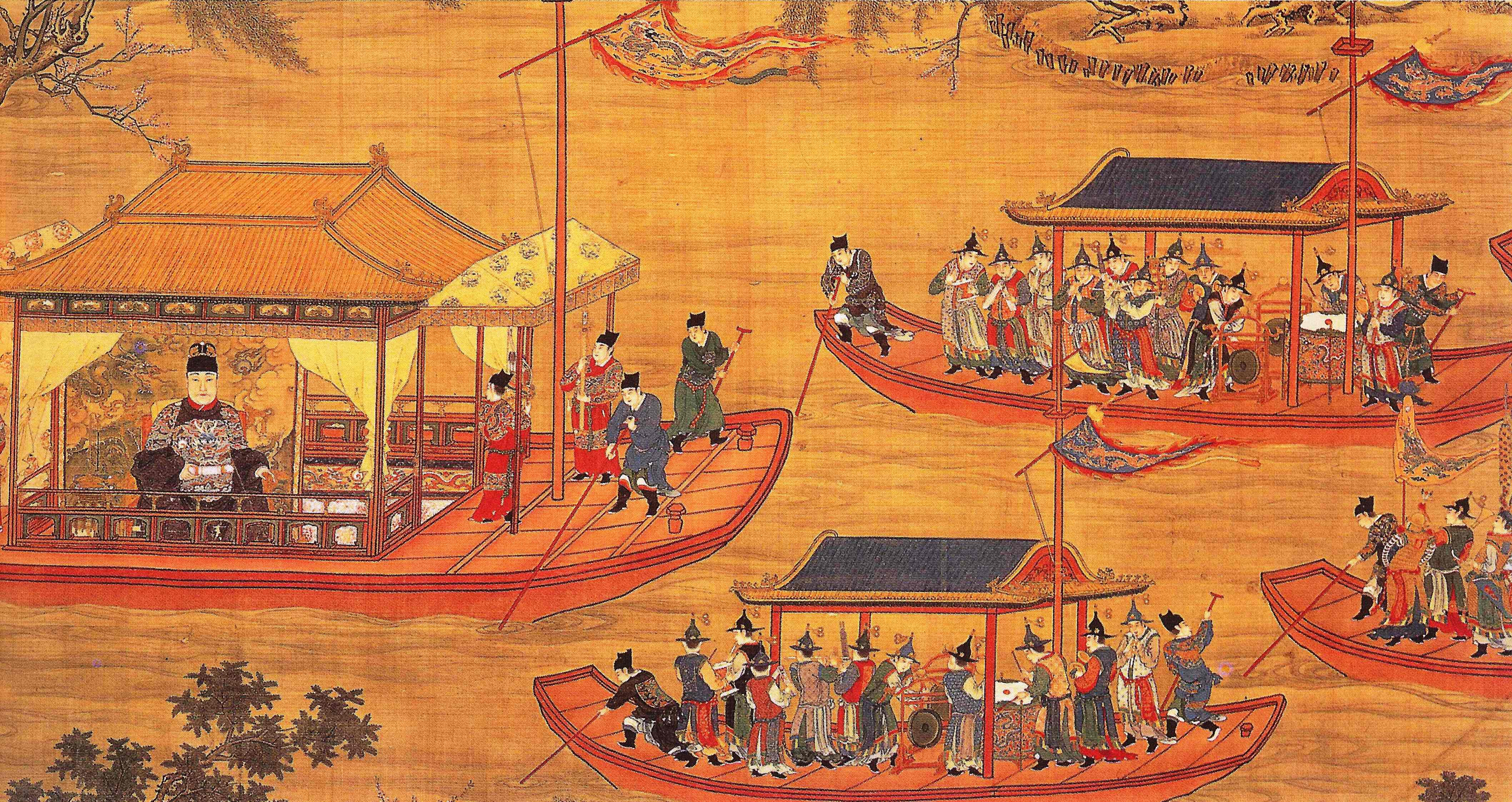
Kaiser Jiajing

Zur Ming-Zeit gab es angesichts des wirtschaftlichen Wiederaufbaus zur Zeit Hongwus, des Booms des Binnenhandels im 16. Jahrhundert, der Wiederbelebung von Militärkolonien und des Bevölkerungswachstums ab 1550 eine starke innere Expansion.
Erschwerend für den wirtschaftlichen Fortschritt war die traditionelle Verachtung der Konfuzianer gegenüber dem Handel und den Händlern, die in der Ming-Zeit einen Höhepunkt erreichte. Aber entgegen der Legende stellte China nach Zheng Hes Expeditionen 1433 seinen Außenhandel nicht ein und gab sich auch keinem wirklichen Isolationismus hin, wie dies im Japan der Tokugawa praktiziert wurde. Die Ming konnten das Reich der Mitte als bedeutendste See- und Wirtschaftsmacht in Ostasien behaupten. Allerdings erfolgte unter den Ming eine geistige Wendung nach innen. Damit verbunden war eine konservativere Haltung in der Politik, in der Gesellschaft und dem Geistesleben. Außerdem kam es im frühen 16. Jahrhundert unter Kaiser Jiajing zu Handelsrestriktionen, infolge eines Konflikts mit Japan. Um den Schmuggel nach Japan zu unterbinden, zerstörte man 1525 alle hochseetüchtigen Schiffe. Nachdem dies kaum einen Effekt hatte, versuchte man 1551 den gesamten Außenhandel zu unterbinden. Die Folge der Verbote war ein noch größerer Aufschwung von Schmuggel und Piraterie in den Küstengebieten – die Händler wechselten dort einfach ihre Einkommensquelle. Bereits 1567 mussten alle Restriktionen wieder fallengelassen werden.
Aber das 16. Jahrhundert steht trotz der konservativen Haltung der Beamtenschaft auch für einen enormen Höhepunkt in Wirtschaft und Kultur. Als eine Ursache kann man die neuen europäischen Kolonien in Amerika betrachten. Der Großteil des dort abgebauten Silbers wurde von Portugal und Spanien in China ausgegeben, um Waren für den europäischen Markt zu erstehen. Das Silbergeld ersetzte parallel dazu wieder das Papiergeld, was die Währung stabilisieren sollte. Eine andere Ursache für den Aufschwung war die geringe und im 16. Jahrhundert vereinheitlichte Besteuerung. Weiterhin ist die starke regionale Differenzierung innerhalb der Gesamtproduktion des Reiches zu erwähnen, welche den Binnenhandel mit Massenkonsumartikeln förderte, aus dem die Kaufleute ihre Gewinne zogen.
Nach 1520 verzeichnet man einen Aufschwung des Großhandels und Handwerks und technische Fortschritte und Neuerungen im Handwerk (z. B. in Weberei und Buchdruck), der Landwirtschaft (neue Nutzpflanzen wie die Süßkartoffel, zum Teil dank der Portugiesen), ferner dem Militärwesen.
Gehandelt wurde insbesondere mit Reis und Korn (letzteres gegen Salzgutscheine in die Grenzgebiete), mit Salz und Tee, mit Baumwolle und Seide für den Textilmarkt, und mit Porzellan. Selbst Druckerei und Buchhandel waren angesichts des Bildungsbedarfs der mittleren Bevölkerung einträglich. Großkaufleute, Geschäftsleute und Bankiers stiegen als Lieferanten des Staates gesellschaftlich wieder auf. Ein wohlhabendes chinesisches Bürgertum kam zur Blüte, wobei das Vermögen einzelner Händler eine Million Silberunzen und mehr betragen konnte.
Zur Ming-Zeit wurden wieder Militärkolonien (Kennzeichen: Ortsnamen mit -ying endend) an den Grenzen eingerichtet. Ihr militärischer Schutz förderte die dortige chinesische Besiedlung, die auf Kosten der einheimischen Bevölkerung (Thai, Tibeto-Burmanen, Miao, Yao) ging und zahlreiche Zusammenstöße provozierte (z. B. 1516 in Sichuan unter Pu Fae). Um 1550 setzte zudem ein außerordentliches Bevölkerungswachstum ein, das durch die kontinuierliche Verbesserung des Reisanbaus seit dem 11. Jahrhundert (Champa-Reis – ertragreich, robust, und schließlich auch schnellwachsend: 60 Tage von Umpflanzung bis Ernte) und die hinzukommende Nutzung des Fruchtwechsels beim Getreideanbau hervorgerufen oder zumindest begünstigt wurde.
Man bemühte sich unter dem Kanzler Zhang Juzheng (1525–1582) auch, die Lasten der Kleinbauern zu mildern.

## Außenpolitik

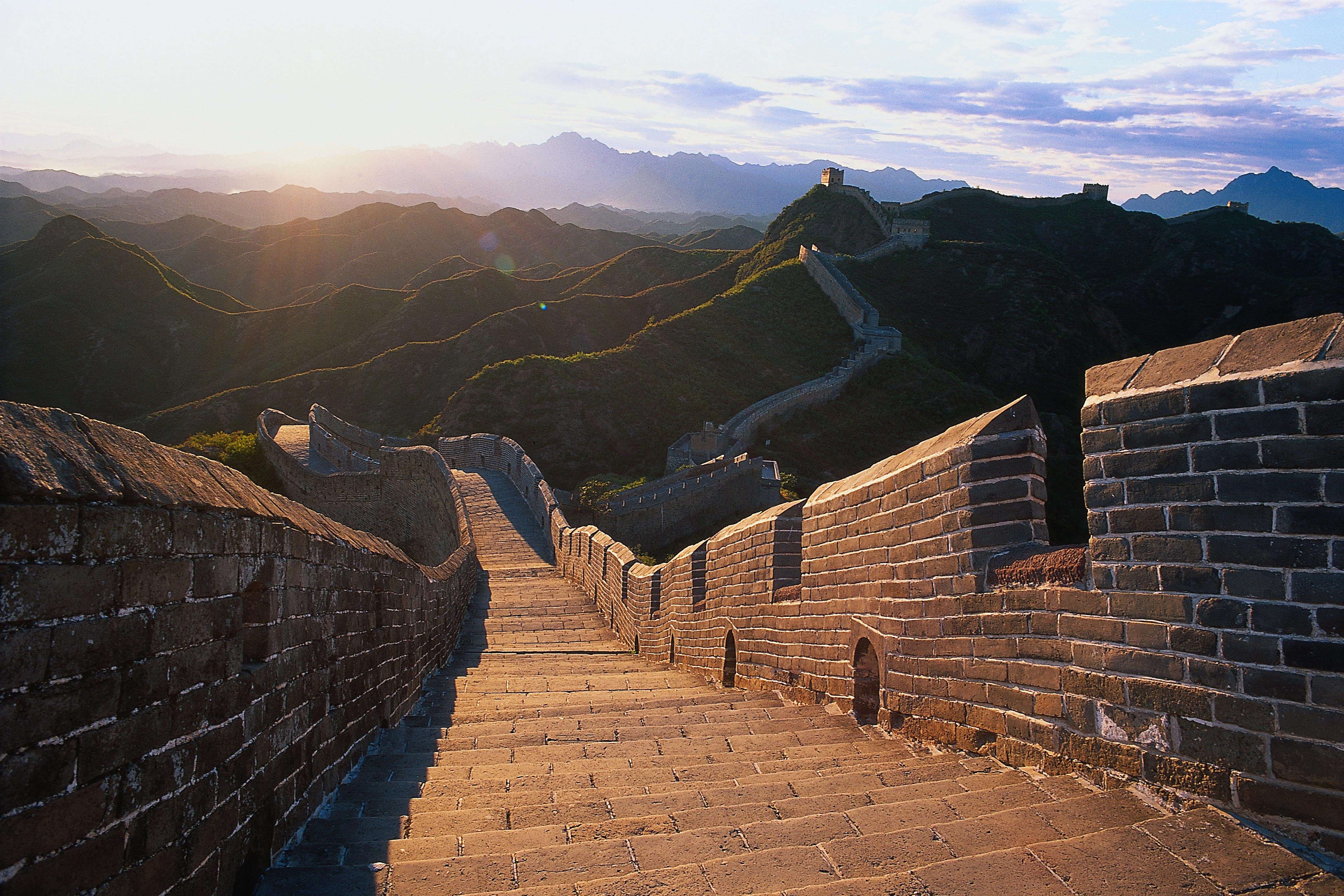
Die Große Mauer wurde zur Ming-Zeit auf ihre heutige Länge ausgebaut.

Die größte außenpolitische Belastung der Ming waren die wechselvollen Kämpfe mit den Mongolen – diesmal aber in der Mongolei. Erwähnenswert ist dabei der Sieg vom Buinor-See 1387, der die baldige Entmachtung der Kublaiden zur Folge hatte. Allerdings traten nun die Westmongolen (besonders die Oiraten) in den Vordergrund und neue chinesische Feldzüge wurden nötig. Dies war einer der strategischen Gründe, warum Kaiser Yongle ab 1406 die kaiserliche Hauptstadt von Nanjing nach Peking verlegen ließ. In diesem Zusammenhang wurde auch der Kaiserkanal für den Reistransport ausgebaut.
Eine ernste Niederlage erlitten die Ming 1449, als die Westmongolen unter Esen Taiji bei Tumu siegten und den unerfahrenen Kaiser Zhengtong gefangen nahmen. Im 16. Jahrhundert erneuerte sich der Druck der Mongolen, als die Ming Dayan- und Altan Khan mit Handelsboykotten provozierten. Gegen die mongolischen Überfälle agierte die Armee (nicht zuletzt aus Kostengründen) zunehmend defensiv, so dass zum Schutz vor Überfällen während der Yongle-Periode (1403–1424) die berühmte Chinesische Mauer auf den heutigen Stand ausgebaut wurde.
Einmalig wie die Mauer sind auch die Seereisen unter dem muslimischen Groß-Eunuchen und Admiral Zheng He ab 1405. Derartige Reisen waren schon zur Song-Zeit üblich gewesen, aber nun wurden sie offiziell und ausschließlich vom Staat finanziert durchgeführt. Sie dienten hauptsächlich dazu, der Welt anzuzeigen, dass wieder Chinesen in China regierten. Der kommerzielle Nutzen spielte eine untergeordnete Rolle, so dass man nach 1433 auf eine derartige Flottenpolitik wieder verzichten konnte. Als die Portugiesen 1557 mit Erlaubnis des Kaiserhofs Macau übernahmen, unterlag China gerade den Restriktionsedikten des Kaisers Jiajing, weshalb von der chinesischen Seemacht nichts zu bemerken war. Stattdessen beherrschten japanische Piraten, die Wokou, die Küsten. Erst die chinesischen Siege nach 1556 machten dem langsam ein Ende.

## Kultur und Religion

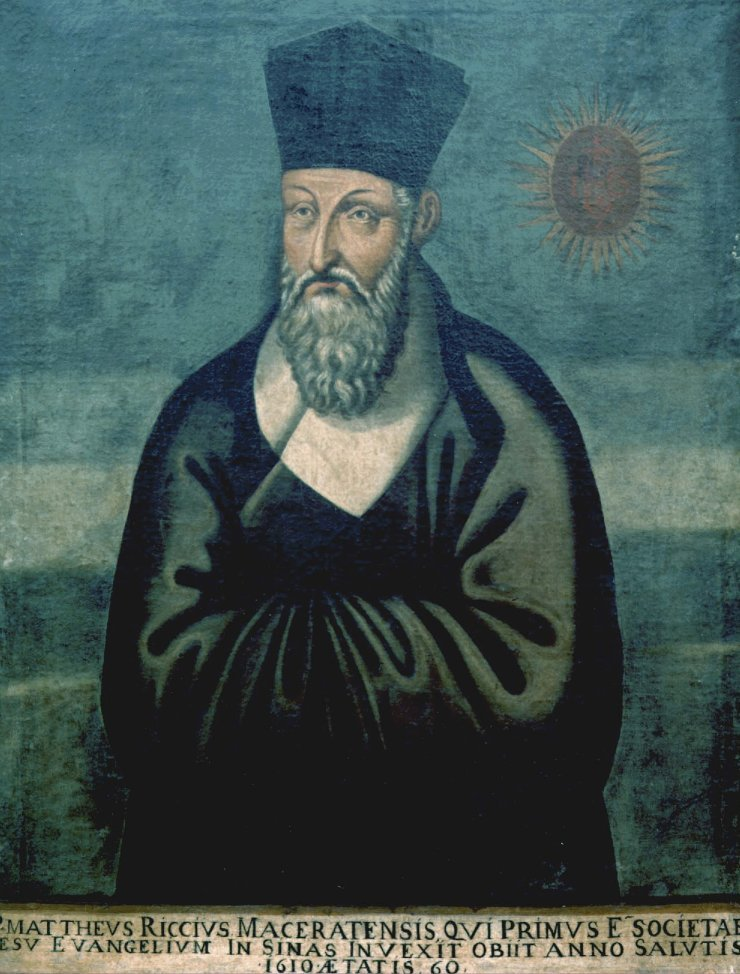
Yu Wen-hui (Emmanuel Pereira): Matteo Ricci, Öl auf Leinwand, 1610

Bezüglich der Kultur sind einige große Romane jener Zeit zu nennen: Die Reise nach Westen, Geschichte vom Flussufer, Die Geschichte der Drei Reiche und der Erotikroman Jin Ping Mei. Zu verzeichnen ist eine Weiterentwicklung des Theaters (Oper und Dramen) und der Malerei. Aus dem Bereich der Gebrauchskunst ist das Ming-Porzellan zu erwähnen.
Die Religion war ein wichtiger Bestandteil im Leben der Chinesen während der Ming-Dynastie. Die dominierenden Religionen waren der Buddhismus, der Daoismus und die Anbetung von einer Vielzahl von Gottheiten. Der Buddhismus vertritt die Lehre des unendlichen Kreislaufs, in dem der Körper zwischen Geburt und Wiedergeburt gefangen ist. Das Leben wird als durch Leiden, Gier und Hass geprägt gesehen, und diesem Zusammenhang werden die vier edlen Weisheiten gegenübergestellt. Der Daoismus ist eine chinesische Philosophie und Weltanschauung („Lehre des Weges“), in der die Suche nach Unsterblichkeit ein wichtiger Bestandteil ist. Besonders florierte er unter dem Ming-Kaiser Jiajing (1521–1567). Der Kaiser ließ als frommer und ergebener Anhänger der Daoschule drei berühmte Tempel in Peking bauen: den Sonnentempel, den Erdtempel und den Mondtempel.
Im Laufe der Zeit hat das Christentum eine spezielle Rolle in China bekommen. Während sich in Europa die Reformation mit Luther an ihrer Spitze ausbreitete, versuchten römisch-katholische Missionare ihre Religion in Asien sowie China auszubreiten. Unter den Missionaren waren Franziskaner, Dominikaner und Jesuiten. Sie versuchten Zugang zu den Chinesen über die westliche, fortgeschrittene Wissenschaft und Kultur zu bekommen. Viele Chinesen waren beeindruckt von dem Wissen über Astronomie, Kalender, Mathematik, Hydraulik und Geographie. Allen Missionaren waren die Jesuiten voran, eine katholische Ordens- und Lebensgemeinschaft. An ihrer Spitze war Matteo Ricci, der versuchte die buddhistische und daoistische Lehre mit dem Christentum in Einklang zu bringen. Viele Chinesen waren jedoch skeptisch. Erst lange nach Riccis Tod, 1610, fasste die Jesuiten-Mission richtig Fuß und wurde ein wichtiger Bestandteil des Chinesischen Staats bis weit in die Qing-Dynastie (1644–1912).

## Die Staatsfinanzen

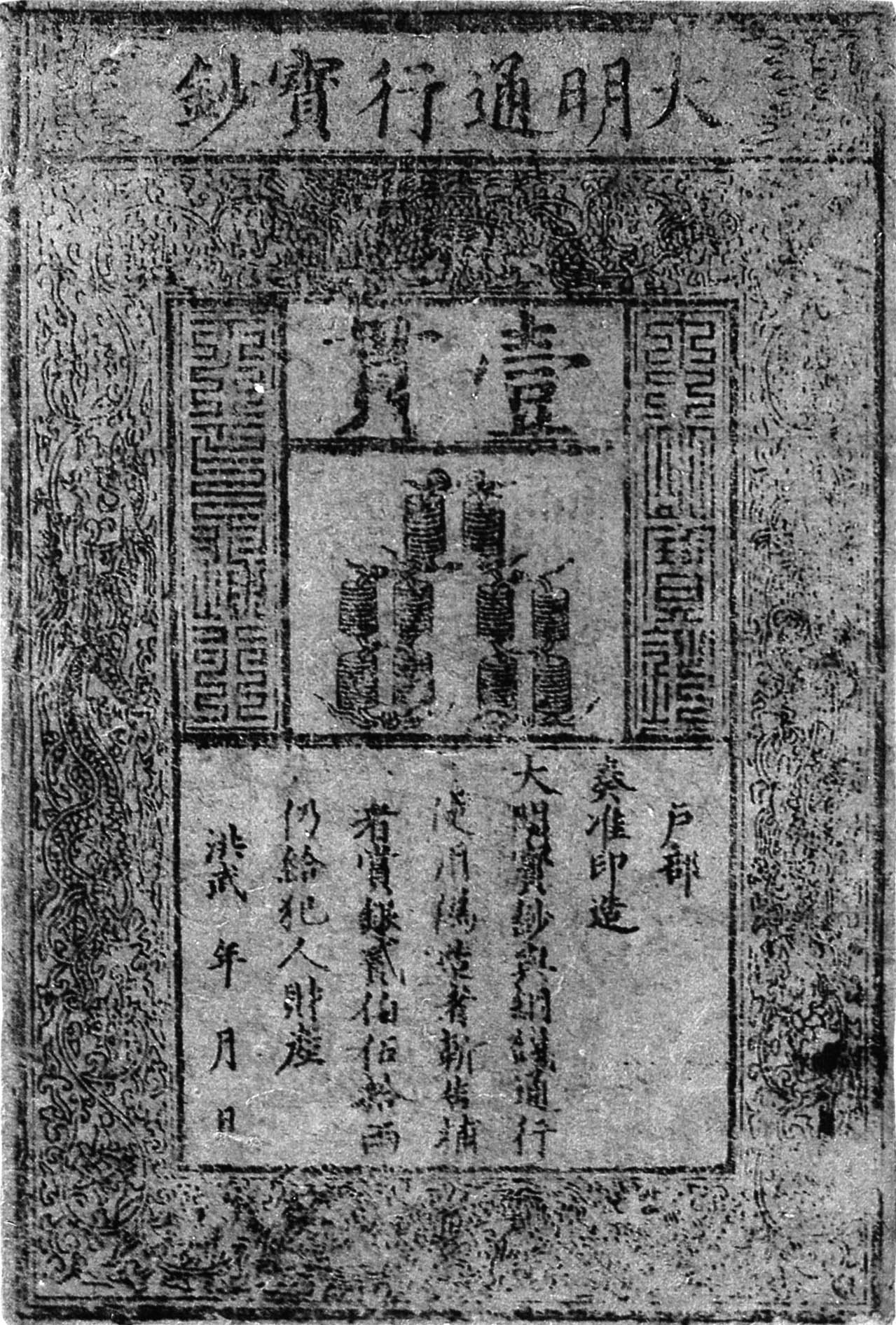
Papiergeld der Hongwu-Ära

Die unzureichend organisierten Staatsfinanzen stellten einen gewichtigen Faktor beim Untergang der Dynastie dar. Sie gehen bereits auf Hongwus Fehleinschätzungen zurück, auch wenn sie unter ihm noch ein Plus vorzuweisen hatten. Der erste Ming-Kaiser setzte auf ländliche Selbstverwaltung (lijia usw.) auf Basis konfuzianischer Moral, auf die Selbstversorgung der Armee usw. und reduzierte die Zivilverwaltung dementsprechend auf ein Minimum (8.000 Personen). Hongwu setzte auch sehr niedrige Steuern fest und nahm (aufgrund seiner Herkunft) außer der Landwirtschaft keine anderen ökonomischen Aktivitäten ernst. Darüber hinaus unterdrückte der brutale Alleinherrscher andere ökonomische Vorstellungen (z. B. Vorschläge höherer Steuern) und das wirkte nachhaltig, da sich das konfuzianische Beamtentum immer auf den Dynastiegründer zu berufen pflegte.
Bereits unter Yongle zeigten sich dann die Schwächen seiner Institutionen und Maßnahmen. Für die Erneuerung des Kaiserkanals, die Verlegung der Hauptstadt nach Peking, die Überseeexpeditionen des Zheng He und natürlich auch die Feldzüge gegen die Mongolen benötigte der Kaiser zusätzliche Ressourcen an Menschen und Material. Yongle hätte die niedrigen Steuern seines Vaters erhöhen müssen, um die Finanzprobleme zu lösen. Das tat er nicht, stattdessen wurden den Bauern und Handwerkern viel mehr kostenlose Dienstleistungen für den Staat abgefordert, und zwar auf Basis lokaler Entscheidungen je nach Bedarf, nicht nach einem Plan. Widerstand wurde mit Hilfe der Geheimpolizei unterdrückt.
Angesichts einer quasi absolutistischen Regierungsform und schwacher Kaiser änderte sich an den Finanzverhältnissen in der Folge nur wenig. „Ersatzregierungen“ wie einflussreiche Großsekretäre und Eunuchen besaßen nicht die notwendige Autorität und verzettelten sich in Fraktionskämpfen bei Hofe. Die von Hongwu zerschlagenen lokalen Eliten (d. h. Großgrundbesitzer) erholten sich. Sie verweigerten die Dienste für den Staat und unterschlugen um 1430 in manchen Distrikten jahrelang die Steuern. Die Regierung machte ihnen Zugeständnisse und verlor immer mehr Handlungsspielraum. Sie wagte es nicht mehr, die zu geringen Steuern zu erhöhen, stützte sich zu sehr auf die Landwirtschaft, konnte die Korruption nicht unterdrücken und glich Defizite durch lokal begrenzte und ungleichmäßig verteilte zusätzliche Verpflichtungen aus (2. Hälfte des 15. Jahrhunderts).
Trotz besserer Bedingungen im 16. Jahrhundert (Kartoffel, Silberzufluss, technische Fortschritte, Aufschwung des Großhandels usw.) konnte der Staat seine finanziellen Probleme nie vollständig in den Griff bekommen. Immerhin scheint eine Vereinfachung der Steuer den wirtschaftlichen Boom des 16. Jahrhunderts (mit-)ausgelöst zu haben. Die Steuer yitiao bianfa (d. h. „Ein-Zweig-System“) wurde zwischen 1530 und 1581 erschaffen und systematisiert, verschmolz Steuern und Dienstleistungen zu einer Einheitssteuer, wurde auf Basis der verpflichteten Männer (ting) und nicht der Haushalte ermittelt, war großteils in Silber zu zahlen und verfügte über aktualisierte Erhebungsgrundlagen. Sie erfüllte zwar nicht die in sie gesetzten Erwartungen, aber die Kaufleute verstanden aus ihr Nutzen zu ziehen.
Der Aufschwung des 16. Jahrhunderts zeigte aber auch Schattenseiten: Der Landwirtschaft wurde durch den Boom der Städte die Investitionsmittel entzogen, in Bewässerungssysteme für Reisanbau wurde nicht mehr investiert, und die Gutsherren versuchten möglichst viel abzuknappen, um ihr Stadtleben bezahlen zu können. Das Einkommen auf dem Land fiel daher rapide ab, in den Städten (Handwerker, Manufakturarbeiter) stieg es dagegen an. Mit den durch den Boom und die Silberzufuhr ausgelösten Preissteigerungen verfiel der Wert der Agrarprodukte und des Ackerlandes (von 100 Unzen Silber pro mou Land um 1500 auf 2 Unzen im 17. Jahrhundert).
All das gefährdete zwar noch nicht den Staat, sondern nur eine Bevölkerungsschicht und hätte korrigiert werden können, aber die Dynastie sah in den Bauern immer noch die Haupteinnahmequelle und passte die Besteuerung nicht den veränderten Wirtschaftsverhältnissen an. Man verlangte mehr Getreide und Frondienst, oder Bargeld, aber letzteres hatten die Bauern nicht, denn das konzentrierte sich in den Städten. Dazu kommt noch das Bevölkerungswachstum.
Gleichzeitig waren die Staatsausgaben erheblich. Je nach Quelle 26 oder 33,8 Millionen gab man für den Imjin-Krieg in Korea am Ende des 16. Jahrhunderts aus und danach 8 oder 10,4 Millionen Silberunzen für Wanlis Grabmal. Der Unterhalt der Kaiserfamilie verschlang schließlich die Hälfte der Steuereinnahmen von Shanxi und Henan. Das ging so weit, dass man ein Heiratsverbot für die Prinzen (1573–1628) erließ, um die Kosten für ihre Apanagen in den Griff zu bekommen.
Die Ungleichgewichte führten schließlich zum Zusammenbruch des Staates, als sich die Bauern in zentralen Provinzen erhoben und die Dynastie nicht mehr die finanziellen Mittel besaß, um die Truppen zu bezahlen, zu versorgen und die Ordnung wiederherzustellen.

## Untergang der Ming

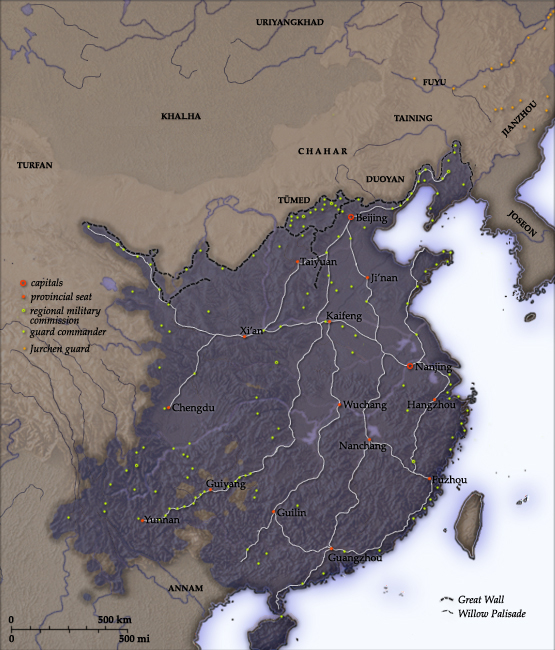
Ming-Reich 1580

Den Untergang der Dynastie läuteten Angriffe der Mandschu ein, zu denen sich heftige Bauernaufstände gesellten. Als die Ming-Armee im Jahr 1583 Familienmitglieder des Mandschu-Fürsten Nurhaci († 1626) tötete, wandelte sich dieser zum Feind der Ming. 1619 schlug er vier gleichzeitig gegen ihn vorrückende Ming-Armeen am Berg Sarhu bei Mukden. Zudem hatten wiederholte Missernten 1627/28 eine Hungersnot ausgelöst. Es kam zu Bauernaufständen in Shaanxi und Shanxi, die unter Gao Qingxiang, Li Zicheng und ferner Zhang Xianzhong organisiert wurden und schließlich den Sturz der Dynastie zum Ziel hatten. Im April 1644 zog Li Zicheng in Peking ein und erklärte sich zum Kaiser, der letzte Ming-Kaiser Chongzhen erhängte sich.
Li Zicheng unterlag allerdings Fehleinschätzungen bezüglich der finanziellen Lage in Peking. Er konnte deswegen die Ordnung in der Hauptstadt nicht aufrechterhalten und ging zudem unter fragwürdigen Umständen gegen den General Wu Sangui vor, der die letzte verbliebene Ming-Armee an der Nordgrenze befehligte. Wu Sangui schloss sich daraufhin den Mandschu an, wodurch deren Regent Prinz Dorgon im Namen des damals sechsjährigen Mandschu-Kaisers Shunzhi (1644–1661) nach Peking vorrücken, Li Zicheng vertreiben und die Qing-Dynastie begründen konnte.
Noch bis 1662 stellten die evakuierten beziehungsweise freigelassenen Familienmitglieder der Ming einige Gegenkaiser in Südchina, welche aber nur den Untergang ihrer Dynastie und ihres Reiches mitverfolgen konnten. Die alte Hauptstadt Nanjing war unter dem Prinzen von Fu 1644/45 ihre wichtigste Basis. Von einem geordneten Widerstand kann aber keine Rede sein, denn die Bauernaufstände hatten überall in den Städten militarisierte lokale Eliten geschaffen und ehemalige Ming-Befehlshaber hielten bedeutende Korridore und Festungen eigenständig, d. h., sie kämpften im Zweifelsfall auch gegeneinander um die Kontrolle einer Armee. Li Zichengs nach Xi’an geflohene Rebellenarmee und eine weitere unter Zhang Xianzhong in der Provinz Sichuan (siehe Artikel Daxi) schmälerten ebenfalls die Verteidigungskraft der Südlichen Ming, von Reis-Aufständen, Schmuggler- und Piratenunwesen u. Ä. ganz zu schweigen.
Im Gegensatz dazu konnten die Mandschu mit einer Generalamnestie und einer Befriedungspolitik neue Beamte an sich ziehen und den Norden organisieren. Ihre Armee war schlagkräftiger und untereinander solidarischer, dazu bei den entsprechenden Befehlen durchaus in der Lage, Disziplin zu wahren. Versorgungstrupps dienten dazu, dass sie nicht plündern musste. Trotzdem war ihre Kriegsführung ausgesucht grausam, z. B. richteten sie nach dem Kampf um Yangzhou 1645 ein Massaker an, das die Unterwerfung des Jangtse-Deltas zur Folge hatte. Kurz darauf kapitulierte Nanjing. Zwei weitere bekannte Massaker fanden (nach einem Aufstand) in Jiangyin und Jiading statt, und obwohl dort ebenso übergelaufene nordchinesische Truppen und Truppenführer am Werke waren, dienten sie noch 250 Jahre später der Agitation gegen die Mandschu.